# Martin Litchfield West
Martin Litchfield West (Londra, 23 settembre 1937 – Oxford, 13 luglio 2015) è stato un filologo classico e grecista britannico.

## Biografia
Oltre alla stesura di importanti edizioni critiche di autori classici (su tutte: i poeti giambici ed elegiaci greci ed Esiodo per la Oxford University Press; i frammenti degli epici greci per la serie della Loeb Classical Library; le tragedie di Eschilo per la Bibliotheca Teubneriana, sia in volume unico che in una serie di volumi monografici), e alla pubblicazione di un utilizzato manuale di critica testuale (Textual criticism and Editorial Technique, Leipzig, B.G. Teubner, 1973; trad. it.: Palermo, L'Epos, 1991), fu autore di diversi ed estesi studi sulla cultura greca, affrontando il problema della musica nell'antica Grecia, le relazioni fra tradizione letteraria greca arcaica e antico medio oriente, la natura della metrica greca. Si occupò inoltre di studi di storia della religione, analizzando gli influssi sciamanici nella primitiva religione dell'antica Grecia e le tradizioni letterarie e religiose orfiche. Queste opere contengono un costante confronto con materiale in lingua lingua accadica, fenicia, ebraica, ittita e ugaritica, oltre che materiale letterario classico.
West produsse anche una fondamentale nuova edizione dell'Iliade di Omero, uscita nella Biblioteca Teubneriana (II voll., 1998-2000), corredata da un bilancio cospicuo della storia della tradizione critica del testo omerico in Studies in the Text and Transmission of the Iliad (München - Leipzig, K.G. Saur, 2001). A distanza di quasi due decenni, durante i quali West approfondì gli studi esegetici sui poemi omerici e produsse due poderosi volumi circa la loro composizione (The Making of the Iliad, Oxford, University Press, 2011; The Making of the Odyssey, Oxford, University Press, 2014); è stata pubblicata postuma la sua edizione Teubneriana dell'Odissea (Berlin - Boston, W. De Gruyter GmbH, 2017).
Nel 2002, dopo aver ricevuto la Kenyon Medal for Classical Studies dalla British Academy, venne indicato come "il grecista più brillante e produttivo della sua generazione."
Fu professore emerito all'All Souls College dell'Università di Oxford fino alla morte, avvenuta il 13 luglio 2015.
West era inoltre membro della British Academy, corrispondente della Akademie der Wissenschaften di Gottinga e membro dell'Academia Europæa di Londra.

## Attività di ricerca
West fu quasi esclusivamente un grecista, ma coltivò vasti interessi di ricerca che andavano dalla linguistica indoeuropea, greca e proto-greca a questioni teoriche di filologia classica.
Si occupò principalmente di poesia greca di epoca arcaica (Omero, Esiodo, la poesia giambica ed elegiaca, Anacreonte) e classica (il teatro greco, in particolare Eschilo ed Euripide); costantemente attento alle nuove scoperte in ogni campo delle scienze antichistiche, si occupò ampiamente di poesia greca ritrovata su papiro e di frammenti di poesia greca (i rimasugli dell'opera di Erinna, la nuova e la nuovissima Saffo), non trascurando la poesia religiosa e in particolare l'orfismo. Si occupò anche dell'aspetto musicale della poesia greca e affrontò il difficile problema della musica nella Grecia antica. Già in giovane età dimostrò la sua precoce competenza e la destrezza nell'affrontare le varie fasi della lingua greca pubblicando due traduzioni, secondo lo stile omerico e nonniano, del carme Jabberwocky di Lewis Carroll.
Le sue opere maggiori furono le edizioni critiche (con e senza commenti) di Esiodo, dei poeti giambici ed elegiaci, dell'Oreste di Euripide, delle tragedie eschilee e dei poemi omerici, queste ultime accompagnate da ampi studi sulla formazione e la tradizione manoscritta dei testi.
Oltre agli studi grecistici, West fu un competente indoeuropeista e studiò gli antichi miti babilonesi, accadici, iranici e i loro rapporti con la mitologia greca seminale.

## Premi e riconoscimenti
- 2000 Premio Balzan per l'antichità classica
- 2002 Kenyon Medal for Classical Studies dalla British Academy. Premio Kenion Medal Archiviato il 3 gennaio 2006 in Internet Archive.
- 2007 Hesperos, un libro che raccoglie saggi sulla letteratura dell'antica Grecia scritti in occasione del 70º compleanno di West[14]

## Titoli accademici
- Emeritus Fellow, All Souls College, Oxford (dal 2004)
- Senior Research Fellow, All Souls College, Oxford (1991-2004).
- Professor of Greek, University of London (Bedford College, poi Royal Holloway e Bedford New College) (1974-91).
- Fellow and Praelector in Classics, University College, Oxford (1963-74).
- Jr. Woodhouse Research Fellow, St John's College, Oxford (1960-63).

## Opere (selezione)

### Studi
- Early Greek Philosophy and the Orient, Oxford: Clarendon Press 1971, xv + 256 pp.; tr. it. La filosofia greca arcaica e l'Oriente, Bologna, Il Mulino, 1993.
- Textual Criticism and Editorial Technique Applicable to Greek and Latin Texts (Teubner Studienbücher), Stuttgart: B.G. Teubner 1973, 155 pp.; traduzione in greco, Athens 1989; tr. it. Critica del testo e tecnica dell'edizione, Palermo, L'Epos 1991; traduzione in ungherese, Budapest 1999.
- Studies in Greek Elegy and Iambus (Untersuchungen zur antiken Literatur und Geschichte 14), Berlin, New York: Walter de Gruyter 1974, ix + 198 pp.
- Immortal Helen: An Inaugural Lecture Delivered on 30 April 1975, London: Bedford College 1975, 18 pp. ISBN 0-900145-30-7
- Greek Metre, Oxford 1982, xiv + 208 pp. ISBN 0-19-814018-5
- The Orphic Poems, Oxford: Clarendon Press 1983, xii + 275 pp. ISBN 0-19-814854-2; tr. it. I Poemi orfici, Napoli, Loffredo 1993.
- The Hesiodic Catalogue of Women: Its Nature, Structure, and Origins, Oxford: Clarendon Press 1985, viii + 193 pp. ISBN 0-19-814034-7
- Introduction to Greek Metre, Oxford: Clarendon Press 1987, xi + 90 pp. ISBN 0-19-872132-3
- Studies in Aeschylus (Beiträge zur Altertumskunde 1), Stuttgart: B.G. Teubner 1990, x + 406 pp. ISBN 3-519-07450-8
- Ancient Greek Music, Oxford, Clarendon Press, 1992,  pp. XIII+410, ISBN 0-19-814897-6. - traduzione in greco, Athens 1999.
- Die griechische Dichterin: Bild und Rolle (Lectio Teubneriana V), Stuttgart & Leipzig, B.G. Teubner, 1996,  p. 48, ISBN 3-519-07554-7.
- The East Face of Helicon: West Asiatic Elements in Greek Poetry and Myth, Oxford, Clarendon Press, 1997,  pp. XXVI+662, ISBN 0-19-815042-3.
- Studies in the Text and Transmission of the Iliad, München, K.G. Saur, 2001,  p. 304, ISBN 3-598-73005-5.
- Indo-European Poetry and Myth, Oxford, Oxford University Press, 2007,  pp. 480, ISBN 978-0-19-928075-9.
- The Making of the Iliad : Disquisition & Analytical Commentary, Oxford, Oxford University Press, 2011,  p. 441, ISBN 978-0-19-959007-0.
- Hellenica: Selected Papers on Greek Literature and Thought (3 voll.: I: Epic; II: Lyric and Drama; III: Philosophy, Music and Metre, Literary Byways, Varia), Oxford, Oxford University Press, 2011-2013.
- The Epic Cycle. A Commentary on the Lost Troy Epics, Oxford, Oxford University Press, 2013,  p. 334, ISBN 978-0-19-966225-8.
- The Making of the Odyssey, Oxford, Oxford University Press, 2014, ISBN 978-0-19-871836-9.

### Edizioni, commenti e traduzioni di testi classici
- Hesiod, Theogony, ed. with prolegomena and commentary by M.L. West, Oxford: Clarendon Press 1966, xiii + 459 pp.
- Fragmenta Hesiodea, ed.: R. Merkelbach et M. L. West, Oxford: Clarendon Press 1967, 236 pp.
- Iambi et elegi Graeci ante Alexandrum cantati. 1: Archilochus. Hipponax. Theognidea, ed. M. L. West, Oxford: Clarendon Press 1971, revised edition 1989, xvi + 256
- Iambi et elegi Graeci ante Alexandrum cantati. 2: Callinus. Mimnermus. Semonides. Solon. Tyrtaeus. Minora adespota, ed. M. L. West, Oxford: Clarendon Press 1972, revised edition 1992 x + 246 pp.
- Sing me, Goddess. Being the First Recitation of Homer's Iliad, translated by Martin West, London: Duckworth 1971, 43 pp. ISBN 0-7156-0595-X
- Theognidis et Phocylidis fragmenta et adespota quaedam gnomica, ed. M.L. West (Kleine Texte für Vorlesungen und Übungen 192), Berlin: Walter de Gruyter 1978, iv + 49 pp.
- Hesiod, Works and Days, ed. with prolegomena and commentary by M.L. West, Oxford: Clarendon Press 1978, xiii + 399 pp.
- Delectus ex Iambis et Elegis Graecis, ed. M. L. West, Oxford: Clarendon Press 1980, ix + 295 pp. ISBN 0-19-814589-6
- Carmina Anacreontea, edidit Martin L. West (Bibliotheca scriptorum Graecorum et Romanorum Teubneriana), Leipzig: Teubner 1984, xxvi + 64 pp.; corrected reprint with one page of addenda, 1993 ISBN 3-8154-1025-8
- Euripides, Orestes, ed. with transl. and commentary by M. L. West, Warminster: Aris & Phillips 1987, ix + 297 pp. ISBN 0-85668-310-8
- Hesiod, Theogony, and Works and Days, transl. and with an introduction by M. L. West, Oxford: Oxford University Press 1988, xxv + 79 pp. ISBN 0-19-281788-4
- Aeschyli Tragoediae cum incerti poetae Prometheo, recensuit Martin L. West (Bibliotheca scriptorum Graecorum et Romanorum Teubneriana), Stuttgart: B.G. Teubner 1990, lxxxv + 508 pp. ISBN 3-519-01013-5
- Greek Lyric Poetry. The Poems and Fragments of the Greek Iambic, Elegiac, and Melic Poets (Excluding Pindar and Bacchylides) down to 450 B.C., [verse translation] Oxford: Oxford university Press 1993, xxv + 213 pp. ISBN 0-19-282360-4
- Homeri Ilias. Volumen prius rhapsodias I-XII continens, recensuit Martin L. West (Bibliotheca scriptorum Graecorum et Romanorum Teubneriana), Stuttgart & Leipzig: B.G. Teubner 1998, lxii + 372 pp. ISBN 3-519-01431-9
- Homeri Ilias. Volumen alterum rhapsodias XIII-XXIV continens, recensuit Martin L. West (Bibliotheca scriptorum Graecorum et Romanorum Teubneriana), K. G. Saur: Leipzig & Munich 2000, vii + 396 pp.
- Homeric Hymns, Homeric Apocrypha, Lives of Homer, edited and translated by Martin L. West. (The Loeb Classical Library 496) Cambridge, Mass.: Harvard University Press 2003 ISBN 0-674-99606-2
- Greek Epic Fragments From the Seventh to the Fifth Centuries BC, edited and translated by Martin L. West (The Loeb Classical Library 497). London Cambridge, Mass.: Harvard University Press 2003 ISBN 0-674-99605-4
- William Spencer Barrett, Greek Lyric, Tragedy, and Textual Criticism: Collected Papers, ed. M. L. West (Oxford & New York, 2007): Papers Dealing With Stesicoro, Pindaro, Bacchilide e Euripide[15]
- The Hymns of Zoroaster: A New Translation of the Most Ancient Sacred Texts of Iran, Leiden, 2010
- Homerus, Odyssea, ed. M. L. West, Bibliotheca scriptorum Graecorum et Romanorum Teubneriana), De Gruyter, Berlin, 2017 [edizione pubblicata postuma]